# Graafschap Hohenlohe

Hohenlohe met Ziegenhain en Nidda

Het graafschap Hohenlohe was een tot de Frankische Kreits behorend graafschap binnen het Heilige Roomse Rijk.
zie ook: wapen van Hohenlohe
In 1153 worden de heren Koenraad en Hendrik van Weikersheim voor het eerst vermeld. Na 1178 noemden zij zich van Hohenlohe, naar de gelijknamige burcht. Twee generaties later waren de broers Gotfried en Koenraad van Hohenlohe in dienst van de Hohenstaufen, waardoor zij in 1232/4 Langenburg en in 1250 Öhringen met Neuenstein en Waldenburg verwierven. Zij werden verheven tot graaf. Gotfried met de titel graaf van de Romagna en Koenraad met de titel graaf van Molise. Zij waren de stichters van de twee takken:
- Hohenlohe-Hohenlohe
- Hohenlohe-Brauneck (uitgestorven in 1390)

## Hohenlohe-Brauneck (tot 1390)
Reeds na de dood van de eerste graaf, Koenraad, in 1249 kwam het tot een nieuwe deling waarbij de takken Brauneck-Neuhaus (uitgestorven 1381) en Brauneck-Brauneck (uitgestorven in 1390) ontstonden. De tak in Neuhaus verwierf in 1265 de burcht Haltenbergstetten. Haltenbergstetten kwam in 1366 aan Hohenlohe-Speckfeld uit de andere hoofdtak. De tak Brauneck verwierf in de veertiende eeuw ook Creglingen. Na de dood van Koenraad van Brauneck in 1390 erfde zijn dochter Margaretha Brauneck en Creglingen, waardoor ook deze bezittingen verloren gingen voor het Huis Hohenlohe.

## Hohenlohe-Hohenlohe (tot 1412)
Reeds na de dood van de eerste graaf, Gotfried, kwam het in 1260 tot een deling van de bezittingen tussen drie broers:
- Albrecht van Hohenlohe-Hohenlohe (uitgestorven in 1412)
- Kraft I van Hohenlohe-Weikersheim
- Koenraad van Hohenlohe-Röttingen (uitgestorven in 1290)

Nadat de tak Röttingen al in 1290 was uitgestorven, kwam het bezit aan Hohenlohe-Weikersheim. Deze tak verkocht Röttingen in 1345 aan het prinsbisdom Würzburg. 
Binnen de tak Hohenlohe-Hohenlohe werd er verder gedeeld. Albrecht overleed in 1271 en zijn zonen en kleinzonen deelden het bezit in 1312. Hirdoor ontstonden de volgende takken:
- Hohenlohe-Hohenlohe (stamvader Gotfried, uitgestorven in 1412)
- Hohenlohe-Wernsberg (stamvader Frederik, uitgestorven in 1329)
- Hohenlohe-Mockmühl en Schelkingen (stamvader Albrecht, uitgestorven in 1338)

Gotfried van Hohenlohe-Hohenlohe wist Uffenheim te veroveren op het vorstelijk graafschap Henneberg en ging daar resideren. In 1366 verierf deze tak ook Haltenbergstetten. In 1378 werd Uffenheim verkocht aan het burggraafschap Neurenberg en in 1415 ging Haltenbergstetten verloren aan het prinsbisdom Würzburg. Uiteindelijk resideerde de laatste graaf Johan in Speckfeld. Na zijn dood in 1412 viel Speckfeld aan zijn zuster Elizabeth, die gehuwd was met Frederik III van Limpurg, waardoor Speckfeld verenigd werd met het graafschap Limpurg.

## Hohenlohe van 1412 tot 1551
In 1412 was Hohenlohe-Weikersheim de enig overgebleven tak. De meeste bezittingen van de andere takken waren verloren gegaan voor het Huis Hohenlohe. Albrecht van Hohenlohe-Weikersheim huwde Elizabeth van Hanau. Door haar aanspraken op de graafschappen Ziegenhain en Nidda verkreeg de graaf van Hanau in 1530 de status van rijksgraaf. Ziegenhain en Nidda kwamen echter in het bezit van Hessen. Na de dood Kraft V in 1472 werden de bezittingen alweer verdeeld onder zijn zoons:
- Gotfried in Weikersheim en Schillingsfürst (uitgestorven in 1545)
- Kraft VI in Waldenburg en Neuenstein

In 1503 deelden de zoons van Kraft VI opnieuw:
- Albrecht in Neuenstein (uitgestorven in 1551)
- Georg in Waldenburg

In 1551 bestond opnieuw de mogelijkheid alle bezittingen te hereinigen, maar de zonen van graaf Georg deelden de erfmassa opnieuw:
- Lodewijk Casimir in Hohenlohe-Neuenstein
- Eberhard in Hohenlohe-Waldenburg
- Georg kreeg Bartenstein (uitgestorven 1554)
- Öhringen bleef gemeenschappelijk bezit.